# Richard Guino
Richard Guino (Gerona, 26 de mayo de 1890 - febrero de 1973) fue un escultor francés de origen español.
Su trabajo es una oda a la feminidad que revela la idea mediterránea de la belleza. Guino aportaba una síntesis llena de sensualidad entre el clasicismo y la modernidad, usando una gran variedad de técnicas y materiales: madera, cera, mármol, bronce, terracota, yeso, marfiles, vidrio, cerámica, mayólica, dibujo y pintura, y su colaboración con Pierre-Auguste Renoir constituyó un episodio singular en la historia del arte. 

## Vida
Hijo de un ebanista, sus padres lo enviaron a un colegio marista, donde recibió una educación extremadamente rígida. Escultor precoz, entró en la Escuela de Arte de Gerona a una edad temprana; la dejó en 1906 para proseguir sus estudios en la Escuela Superior de Bellas Artes en Barcelona, donde recibió clases del padre de Pablo Picasso. 
Guino participó en exhibiciones colectivas en Gerona en 1908 y en Barcelona en 1910, donde Aristide Maillol, 30 años mayor que él, lo descubrió. Considerado como "el escultor europeo mejor dotado de su generación", Maillol le pidió que se uniera a él en Francia para trabajar a su lado. Así, Guino se mudó a París en 1910, en un estudio localizado en la calle Daguerre en Montparnasse.
Guino asistió a la Academia Ranson en Montmartre, donde conoció a Maurice Denis, para quien realizó notablemente unos cuantos bajorrelieves para el Teatro de los Campos Elíseos. Exhibió en la Sociedad de los Artistas Decoradores y en la Sociedad Nacional de las Bellas Artes, en la Galería Druet y en la Galería Marseille y Vidrac. Sus trabajos fueron adquiridos por el conde Kessel y el comprador de arte Ambroise Vollard. 

## La colaboración con Renoir
El escultor catalán colaboró con Renoir a petición de Vollard y de Maillol. Vollard había despertado en Renoir la inquietud de explorar la escultura, sin embargo, el pintor francés se hallaba disminuido por la artritis. Vollard se comprometió a "hallarle un par de manos" a Renoir, convenciendo a Guino de participar y contratándolo en 1913. Ambos artistas –el joven escultor y el viejo pintor– comulgaron en espíritu sensibilidad artística, produciendo una serie de piezas entre las que destaca la Venus Victoriosa (Venus Victorieuse, en francés).
A la muerte de Renoir, las piezas cayeron en un pleito entre sus herederos y los de Guino. El conflicto llegó a los tribunales y fue hasta 1971 que Guino fue reconocido como coautor de las obras por la Tercera Corte Civil del Tribunal de París y resuelto finalmente en 1973 por la Suprema Corte de Apelaciones.